# Lijst van brutoformules C11
Dit lemma is een onderdeel van de lijst van brutoformules met elf koolstofatomen.

## C11H1
| Brutoformule                  | Naam |
| ----------------------------- | --- |
| {\displaystyle {\ce {C11HN}}} | 2,4,6,8,10-undecapentaynnitril ~ ook wel cyanodecapentayn, cyanopenta-acetyleen ~ als derivaat van 2,4-pentadiynnitril |

## C11H8
| Brutoformule                        | Naam                                                                          |
| ----------------------------------- | ----------------------------------------------------------------------------- |
| {\displaystyle {\ce {C11H8ClNO2}}}  | Quinmerac                                                                     |
| {\displaystyle {\ce {C11H8N2O3S2}}} | Luciferine ~ van vuurvliegjes                                                 |
| {\displaystyle {\ce {C11H8O2}}}     | Menadion ~ IUPAC: 2-Methyl-1,4-naftachinon ~ ook wel vitamine K3; farnochinon |

## C11H10
| Brutoformule                       | Naam |
| ---------------------------------- | --- |
| {\displaystyle {\ce {C11H10}}}     | 1-Methylnaftaleen |
| {\displaystyle {\ce {C11H10}}}     | 2-Methylnaftaleen ~ reactie met natriumdichromaat ~ in synthese 2,6-dimethylnaftaleen                                                       |
| {\displaystyle {\ce {C11H10N2S}}}  | α-Naftylthio-ureum ~ Ook wel: Alfa-naftylthioureum; Alfanaftylthioureum                                                                     |
| {\displaystyle {\ce {C11H10N4O4}}} | Carbadox |
| {\displaystyle {\ce {C11H10O}}}    | 1-methoxynaftaleen |
| {\displaystyle {\ce {C11H10O}}}    | 2-methoxynaftaleen |
| {\displaystyle {\ce {C11H10O2}}}   | Menadiol |
| {\displaystyle {\ce {C11H10O2}}}   | 3-Propylideenftalide ~ ook wel: 3-propylideen-2-benzofuran-1-on, (3E)-3-propylideen-2-benzofuran-1-on, (3Z)-3-propylideen-2-benzofuran-1-on |
| {\displaystyle {\ce {C11H10O4}}}   | Poly(trimethyleentereftalaat) |

## C11H12
| Brutoformule                          | Naam                                                 |
| ------------------------------------- | ---------------------------------------------------- |
| {\displaystyle {\ce {C11H12Cl2N2O5}}} | Chlooramfenicol                                      |
| {\displaystyle {\ce {C11H12NO4PS2}}}  | Fosmet                                               |
| {\displaystyle {\ce {C11H12N2O}}}     | Antipyrine ~ Ook wel: analgesine, fenazon, phenazone |
| {\displaystyle {\ce {C11H12N2O2}}}    | Tryptofaan                                           |
| {\displaystyle {\ce {C11H12N2O3}}}    | 5-Hydroxytryptofaan                                  |
| {\displaystyle {\ce {C11H12O2}}}      | Ethylcinnamaat                                       |
| {\displaystyle {\ce {C11H12O3}}}      | Myristicine                                          |
| {\displaystyle {\ce {C11H12O5}}}      | Trinexapac                                           |

## C11H13
| Brutoformule                       | Naam |
| ---------------------------------- | --- |
| {\displaystyle {\ce {C11H13ClN2}}} | Epibatidine |
| {\displaystyle {\ce {C11H13NO}}}   | 6-APB ~IUPAC: 6-(2-aminopropyl)benzofuran                                                                                              |
| {\displaystyle {\ce {C11H13NO3}}}  | Methylone ~ IUPAC: 2-methylamino-1-(3,4-methyleendioxyfenyl)propan-1-on ~ ook wel: bk-MDMA, MDMC, 3,4-methylenedioxymethcathinone, XTC |

## C11H14
| Brutoformule                       | Naam                                                    |
| ---------------------------------- | ------------------------------------------------------- |
| {\displaystyle {\ce {C11H14N2}}}   | α-Methyltryptamine ~ als tryptamine-derivaat            |
| {\displaystyle {\ce {C11H14N2}}}   | N-Methyltryptamine ~ als tryptamine-derivaat            |
| {\displaystyle {\ce {C11H14N2O}}}  | Cytisine                                                |
| {\displaystyle {\ce {C11H14N2O4}}} | 2-Fenyl-1,3-propaandioldicarbamaat ~ Ook wel: felbamaat |
| {\displaystyle {\ce {C11H14O}}}    | 4-tert-butylbenzaldehyde                                |
| {\displaystyle {\ce {C11H14O2}}}   | Methyleugenol                                           |
| {\displaystyle {\ce {C11H14O3}}}   | tert-butylperoxybenzoaat                                |
| {\displaystyle {\ce {C11H14O4}}}   | Sinapyl alcohol ~ als fenylpropanoïde                   |

## C11H15
| Brutoformule                        | Naam |
| ----------------------------------- | --- |
| {\displaystyle {\ce {C11H15NO}}}    | 3MMC ~ IUPAC: 3-Methylmethcathinon |
| {\displaystyle {\ce {C11H15NO}}}    | Mefedron ~ IUPAC: 4-Methylmethcathinon ~Ook wel: 4MMC |
| {\displaystyle {\ce {C11H15NO2}}}   | MDMA |
| {\displaystyle {\ce {C11H15NO2S}}}  | Methiocarb ~ IUPAC 3,5-Dimethyl-4-(methylsulfanyl)phenyl N-methylcarbamaat (systematisch) 3,5-Dimethyl-4-(methylthio)phenyl methylcarbamaat (toegestaan) |
| {\displaystyle {\ce {C11H15NO3}}}   | Propoxur |
| {\displaystyle {\ce {C11H15NO3S}}}  | Hydroxymethiocarb ~ als metaboliet van methiocarb |
| {\displaystyle {\ce {C11H15NO3S}}}  | Methiocarbsulfoxide ~ als metaboliet van methiocarb |
| {\displaystyle {\ce {C11H15NO4S}}}  | Hydroxymethiocarbsulfoxide ~ als metaboliet van methiocarb                                                                                               |
| {\displaystyle {\ce {C11H15NO4S}}}  | Methiocarbsulfon |
| {\displaystyle {\ce {C11H15N2O5+}}} | Nicotinamideriboside ~ als metaboliet van methiocarb |

## C11H16
| Brutoformule                          | Naam |
| ------------------------------------- | --- |
| {\displaystyle {\ce {C11H16}}}        | Multifideen |
| {\displaystyle {\ce {C11H16}}}        | Pentamethylbenzeen ~ in synthese 2,6-dimethylnaftaleen |
| {\displaystyle {\ce {C11H16ClN5}}}    | Proguanil |
| {\displaystyle {\ce {C11H16ClO2PS3}}} | Carbofenotion |
| {\displaystyle {\ce {C11H16N2O2}}}    | Aminocarb ~ IUPAC: 4-dimethylamino-m-tolyl-N-methylcarbamaat |
| {\displaystyle {\ce {C11H16N2O2}}}    | Pilocarpine |
| {\displaystyle {\ce {C11H16N4O4}}}    | Dexrazoxan |
| {\displaystyle {\ce {C11H16N8O8}}}    | Imidazolidinylureum |
| {\displaystyle {\ce {C11H16O}}}       | (RS)-1-fenyl-1-pentanol ~ Ook wel: fenipentol |
| {\displaystyle {\ce {C11H16O2}}}      | Adamantaancarbonzuur ~ als derivaat van adamantaan |
| {\displaystyle {\ce {C11H16O2}}}      | Butylhydroxyanisol ~ IUPAC: 2-t-butyl-4-methoxyfenol ~ Ook wel: 3-t-butyl-4-methoxyfenol, 1-t-butyl-2-hydroxy-5-methoxybenzeen, 1-t-butyl-3-hydroxy-6-methoxybenzeen |
| {\displaystyle {\ce {C11H16O3}}}      | Angelicine ~ als Furocumarine |
| {\displaystyle {\ce {C11H16O3}}}      | Psoraleen ~ als Furocumarine |

## C11H17
| Brutoformule                          | Naam |
| ------------------------------------- | --- |
| {\displaystyle {\ce {C11H17NO}}}      | 4-Methoxymethamfetamine |
| {\displaystyle {\ce {C11H17NO2}}}     | 2,5-Dimethoxy-4-methylfenethylamine ~ Ook wel: 2C-D                                                                           |
| {\displaystyle {\ce {C11H17NO3}}}     | Mescaline |
| {\displaystyle {\ce {C11H17N2NaO2S}}} | Natriumthiopental ~ IUPAC: natrium 5-ethyl-6-oxo-5-pentaan-2-yl-2-sulfanyl-pyrimidine-4-olaat ~ Ook wel: thiopental, trapanal |
| {\displaystyle {\ce {C11H17N3O8}}}    | Tetrodotoxine |

## C11H18
| Brutoformule                       | Naam          |
| ---------------------------------- | ------------- |
| {\displaystyle {\ce {C11H18N2O3}}} | Pentobarbital |
| {\displaystyle {\ce {C11H18N4O2}}} | Pirimicarb    |

## C11H19
| Brutoformule                      | Naam          |
| --------------------------------- | ------------- |
| {\displaystyle {\ce {C11H19NO6}}} | Lotaustraline |
| {\displaystyle {\ce {C11H19N5S}}} | Cybutrine     |

## C11H20
| Brutoformule                     | Naam                           |
| -------------------------------- | ------------------------------ |
| {\displaystyle {\ce {C11H20O2}}} | 2-Ethylhexylacrylaat           |
| {\displaystyle {\ce {C11H20O}}}  | 10-Undecenal                   |
| {\displaystyle {\ce {C11H20O2}}} | Undecyleenzuur                 |
| {\displaystyle {\ce {C11H20O4}}} | Neopentylglycoldiglycidylether |

## C11H21
| Brutoformule                              | Naam                            |
| ----------------------------------------- | ------------------------------- |
| {\displaystyle {\ce {C11H21NO}}}-polymaar | Polyamide 11                    |
| {\displaystyle {\ce {C11H21NO3}}}         | Ethylbutylacetylaminopropionaat |

## C11H22
| Brutoformule                     | Naam                                                    |
| -------------------------------- | ------------------------------------------------------- |
| {\displaystyle {\ce {C11H22O}}}  | Methylnonylketon ~ ook "wijnruitketon" genoemd          |
| {\displaystyle {\ce {C11H22O}}}  | 4-cyclohexyl-2-methyl-2-butanol ~ ook "coranol" genoemd |
| {\displaystyle {\ce {C11H22O}}}  | Undec-10-een-1-ol                                       |
| {\displaystyle {\ce {C11H22O2}}} | Undecaanzuur                                            |

## C11H23
| Brutoformule                      | Naam                                                  |
| --------------------------------- | ----------------------------------------------------- |
| {\displaystyle {\ce {C11H23NO2}}} | 11-Aminoundecaanzuur ~ uitgangsstof voor Polyamide 11 |

## C11H24
| Brutoformule                   | Naam     |
| ------------------------------ | -------- |
| {\displaystyle {\ce {C11H24}}} | Undecaan |

## C11H26
| Brutoformule                        | Naam |
| ----------------------------------- | ---- |
| {\displaystyle {\ce {C11H26NO2PS}}} | VX   |